# Daniel Balavoine
Daniel Balavoine (Alençon, 5 februari 1952 – Gourma-Rharous (Mali), 14 januari 1986) was een Frans zanger.

## Biografie
Balavoine begon te zingen begin jaren zeventig in het groepje Présence, maar dat werd al snel ontbonden. In 1975 bracht hij zijn eerste lp uit : De vous à elle en passant par moi.
Vervolgens achtte hij de tijd rijp om zich toe te spitsen op opera en musicalstukken zoals La Révolution Française en Starmania, maar hij bleef ook verder nog eigen muziek maken.
In 1980 werd hij zeer bekend in Frankrijk, niet alleen door zijn muziek, maar door zijn politieke standpunten. Zo lag hij op Antenne 2 tijdens een politiek debat hevig in de clinch met de toenmalige presidentskandidaat François Mitterrand. Vanaf dat moment werd Balavoine meer en meer beschouwd als een geëngageerd zanger, hetgeen zich reeds uitte in zijn teksten.
Ook op muzikaal vlak durfde hij grenzen te verleggen. Zo was hij reeds een vroeg gebruiker van de op dat ogenblik revolutionaire Fairlight CMI, de eerste digitale sampler. Balavoine was eveneens betrokken bij de stichting van de Restos du Cœur door zijn goede vriend Coluche.
In 1985 scoort Balavoine een nummer 1-hit in Frankrijk met L'Aziza.

## Parijs-Dakar
Balavoine reed twee keer mee met de rally Parijs-Dakar, in 1983 en in 1985. Het daaropvolgende jaar was hij op 14 januari mee op uitnodiging met organisator Thierry Sabine. De helikopter waarin ze op dat moment zaten stortte niet ver van de grens tussen Mali en Burkina Faso neer. Balavoine en de andere vier inzittenden overleefden de crash niet.

## Discografie
- De vous à elle, en passant par moi (1975)
- Les aventures de Simon et Günther (1977)
- Le chanteur (1978)
- Face amour, face amère (1979)
- Un autre monde (1980)
- Sur scène 1981, 2 disques (1981)
- Vendeurs de larmes (1982)
- Loin des yeux de l'occident (1983)
- Au Palais des Sports, 2 disques (1984)
- Au Palais des Sports, compilation 10 titres (1984)
- Sauver l'amour (1985)
- Les 7 premières compositions (1986)

- Biblioteca Nacional de España: XX843762
- Bibliothèque nationale de France: cb12081076k (data)
- Gemeinsame Normdatei: 118839683
- International Standard Name Identifier: 0000 0000 8389 859X
- Library of Congress Control Number: n86873362
- MusicBrainz: 2caf1462-9be7-4603-8090-3c511e846fa5
- Nederlandse Thesaurus van Auteursnamen: 073326267
- Istituto Centrale per il Catalogo Unico: LO1V184781
- SNAC: w60k2j93
- Système universitaire de documentation: 02813835X
- Virtual International Authority File: 66492008
- WorldCat: E39PBJcrf4Wy3cwC8bXmkqfrMP